# Coccobius annulicornis
Coccobius annulicornis är en stekelart som beskrevs av Julius Theodor Christian Ratzeburg 1852. Coccobius annulicornis ingår i släktet Coccobius och familjen växtlussteklar. Inga underarter finns listade i Catalogue of Life.